# Nathaniel Moran
Nathaniel Quentin Moran (Whitehouse, Texas, 23 de septiembre de 1974) es un abogado, jurista y político estadounidense que se desempeñó como representante de los Estados Unidos para el primer distrito del Congreso de Texas desde 2023. Miembro del Partido Republicano, anteriormente se desempeñó como miembro del consejo de la ciudad de Tyler, Texas del distrito 5 y como juez del condado de Smith County, Texas.

## Biografía
Nació el 23 de septiembre de 1974. Sus padres se mudaron al condado de Smith, Texas, para crear un colegio bíblico. Más tarde, su padre se desempeñó en el consejo de la ciudad y como alcalde de Whitehouse, Texas. Viajó a Rusia como parte del programa People to People International 1992. Se graduó de Whitehouse High School en 1993. Moran asistió a la Academia Militar de los Estados Unidos durante dos años y se graduó de la Universidad Tecnológica de Texas con una licenciatura, una Maestría en Administración de Empresas y un doctorado en Jurisprudencia. Trabajó como asistente de enseñanza en el Distrito Escolar Independiente de Lubbock. Se casó con Kyna, con quien tuvo cuatro hijos.
Moran fue miembro de College Republicans, se desempeñó como presidente de distrito electoral en el Partido Republicano y asistió a convenciones estatales y del condado como delegado.

### Cámara de Representantes de los Estados Unidos
El representante Louie Gohmert anunció que se postularía para la nominación republicana para fiscal general de Texas en lugar de la reelección en el primer distrito del Congreso de Texas. El 2 de diciembre de 2021, Moran anunció su campaña para suceder a Gohmert. Ganó la nominación republicana y derrotó al candidato demócrata Jrmar Jefferson.